# День танкіста

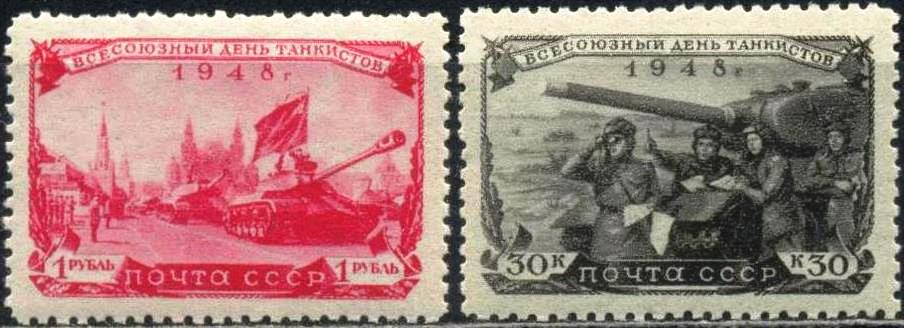
Усесоюзний день танкістів, 1948 рік.

День танкіста — професійне свято танкістів і танкобудівників СРСР. Відзначалося щороку в другу неділю вересня. У Росії відзначається досі. В Україні встановлено День танкістів.

## Історія свята
Свято встановлено Указом Президії Верховної Ради СРСР від 1 липня 1946 року «на відзначення великих заслуг бронетанкових і механізованих військ у розгромі супротивника в роки Великої Вітчизняної війни, а також за заслуги танкобудівників в оснащенні Збройних Сил країни бронетанковою технікою».